# 德魯熱柳比夫卡 (多布羅韋利奇基夫卡區)
48°26′50″N 31°11′21″E / 48.44722°N 31.18917°E
德魯熱柳比夫卡（烏克蘭語：Дружелюбівка），是烏克蘭中部的村莊，隸屬基洛夫格勒州的新烏克蘭卡區。該村始建於1720年，面積1.37平方公里，海拔高度140米，2001年人口519，人口密度每平方公里377.7人。